# 类肽
类肽（英語：Peptoid）或聚-N-取代甘氨酸（英語：Poly-N-substituted glycine）是一类拟肽化合物，相当于将肽中的主链α碳侧链转移为主链氮取代侧链。

## 化学结构与合成

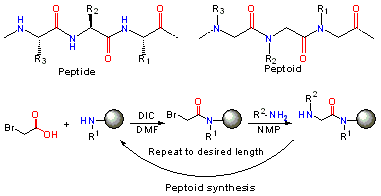
类肽的结构（上）与合成（下），图中高亮为亚单体(Sub-monomer)合成方法

在类肽中，肽中主链上的氨基酸α碳取代侧链被转移至主链氮上。值得一提的是，由于缺少了主链氮上的氢，类肽一般不能够形成类似于肽和蛋白中的二级结构一样的高级有序结构。类肽由 Reyna J. Simon, Paul Bartlett 和 Daniel V. Santi 发明，最初目的是开发对蛋白酶稳定的拟肽小分子药物。 
通常流行的类肽合成方法为亚单体合成法, 由 Ron Zuckermann发明，每一个单体分两步进行合成: 酰化反应（acylation）和 取代反应（displacement）。 在酰化反应中，第一步为活化的卤代乙酸与上一步末尾残留的胺反应，最常见为用 二异丙基碳化二亚胺（diisopropylcarbodiimide）活化的溴乙酸（bromoacetic acid）。在取代反应中（双分子亲核取代反应），一个胺，通常为伯胺，进攻并取代卤素，并形成N-取代甘氨酸单体。亚单体合成路线使用简单易得的伯胺合成类肽，进而使类肽的组合化学合成成为可能。

## 独特性质
和D构型肽和β肽一样，类肽不能够被蛋白酶酶解,从而可以克服口服首过效应障碍进入人体。
在类肽中，侧链的多样性是由胺提供，所以多样性得以保证。目前为止，超过230种不同的胺被用在类肽合成中。这使得大规模组合化学合成与高通量筛选成为可能。